# James Gorman
James Edward „Jim“ Gorman (* 30. Januar 1859 in Wolverhampton, Vereinigtes Königreich; † 2. November 1929 in San Francisco) war ein US-amerikanischer Sportschütze.

## Erfolge
James Gorman nahm an den Olympischen Spielen 1908 in London in zwei Wettbewerben teil. Im Einzelwettbewerb mit der Freien Pistole wurde er mit 485 Punkten hinter den belgischen Schützen Paul van Asbroeck und Réginald Storms Dritter und gewann die Bronzemedaille. In der Mannschaftskonkurrenz belegte er gemeinsam mit Charles Axtell, John Dietz und Irving Calkins den ersten Platz. Mit 1914 Punkten behaupteten sich die US-Amerikaner vor der belgischen und der britischen Mannschaft und wurden damit Olympiasieger. Gorman war dabei mit 501 Punkten nicht nur der beste Schütze der Mannschaft, sondern auch des gesamten Wettbewerbs.